# وارون تج
وارون تج (به انگلیسی: Varun Tej) (زاده ۱۹ ژانویه ۱۹۹۰) بازیگر هندی است.
از کارهای معروف او می‌توان به بازی در فیلم (فضا ۹۰۰۰ کیلومتر برساعت، موکوندا، گادالاکندا گانش، ولگرد) و (عملیات ولنتاین) اشاره کرد.